# Ksukol ocasatý
Ksukol ocasatý (Daubentonia madagascariensis) je vzácná samotářská poloopice žijící na ostrově Madagaskar. Zde je nazývána domorodci Aye aye. Je to největší ze všech nočních poloopic.

## Popis

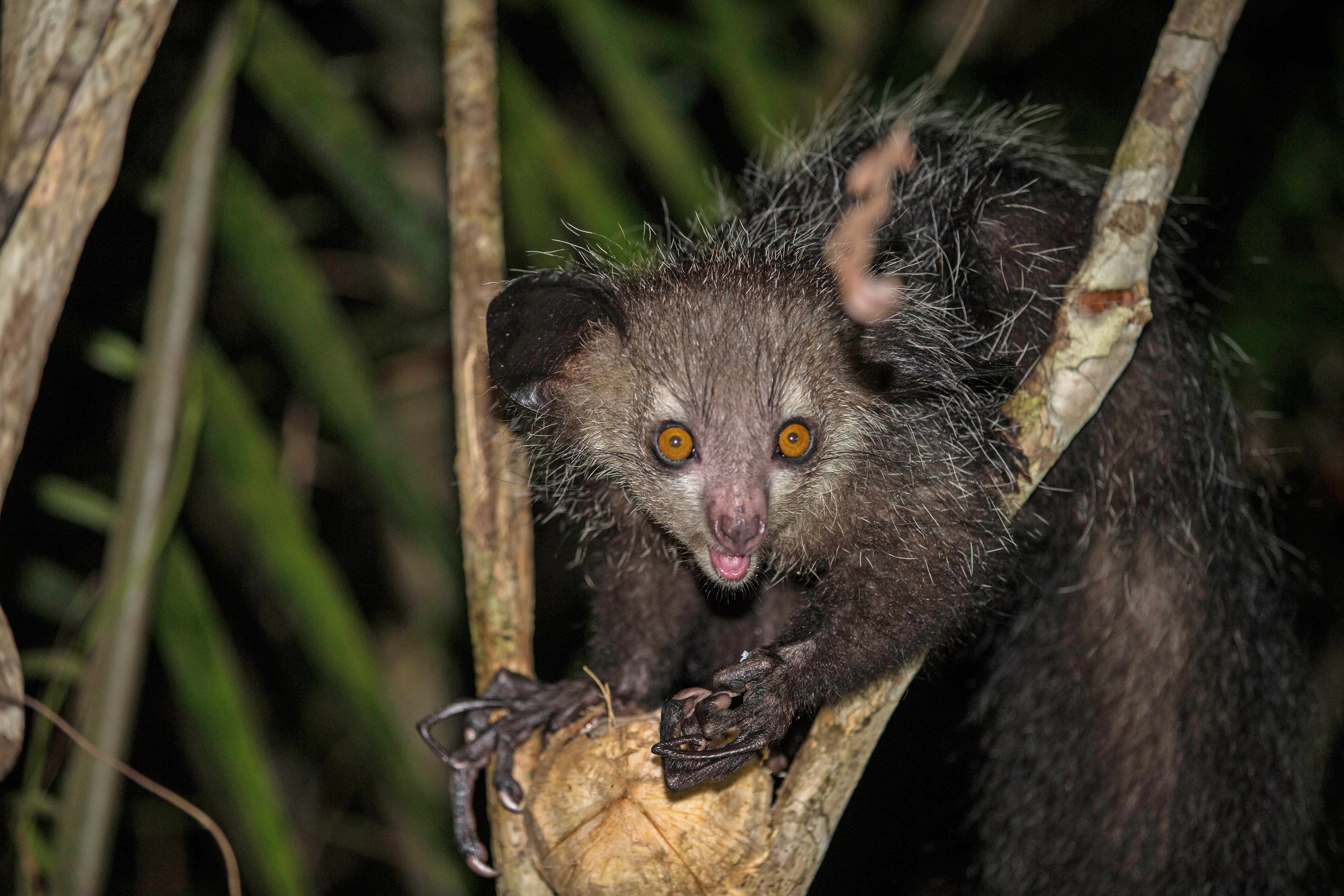
Ksukol ocasatý

Délka těla dosahuje 40 cm a délka ocasu dalších 40 cm. Váží okolo 2–3 kg. Doba březosti samic trvá přibližně 170 dnů. Ksukol ocasatý má krátkou plavošedou podsadní srst a dlouhé černé pesíky. Výsledkem je nahnědlá čerň. Ksukol má velkou hlavu a krátký krk. Trup je silný. Boltce jsou poměrně velké (připomínají uši netopýra) a tmavé prsty na končetinách dlouhé. Prsty jsou zakončeny hnědými drápky. Kolem malých hnědých očí vynikají ve světlém, kolem úst růžovém, obličeji tmavé kruhy. Jeho ocas je mohutný a chlupatý. Dožívá se přibližně 26 let. Úzká ústa a čenich skutečně připomínají hlodavce, kam zoologové ksukola dlouhou dobu řadili.

## Evoluce
Tento druh se zřejmě vyvinul na území Afriky, jak ukazují fosilie „proto-lemurů“, popsaných již v 60. letech 20. století z miocenních vrstev na území dnešního Egypta a Keni.

## Způsob života
Jedná se o dokonale nočního tvora. Stráví 80% noci hledáním potravy. Světlo nemá v oblibě. Proto je přes den ukrytý v kulovitém hnízdě z větviček a listí a někdy jej sdílí s jinými jedinci. Buduje si ho sám ve výšce až 15 metrů nad zemí.
Obě pohlaví se spolu setkávají jen v době námluv. Poté zde samice na měkkou výstelku hnízda porodí jedno mládě, které ji posléze začne doprovázet na nočních toulkách za potravou. Při této příležitosti sedí mládě na matčině hřbetě v jezdecké pozici a přidržuje se jejích dlouhých chlupů. Samice má dvojici mléčných bradavek. 
Je to líný samotářský tvor, který projeví hbitost pouze tehdy, když prchá před světlem. Zadní část těla je při chůzi výše než přední. Žije v hustých bambusových lesích a ozývá se silným chrochtáním. Šplhá obratně po stromech, přičemž umí lézt i hlavou dolů, ale dokáže se pohybovat i po zemi. Pomalu se pohybuje po větvích a poslouchá, zda larvy nehlodají dřevo. Poklepává prsty na kůru stromů jako datel a mimořádně citlivým sluchem naslouchá pohybu hmyzu.

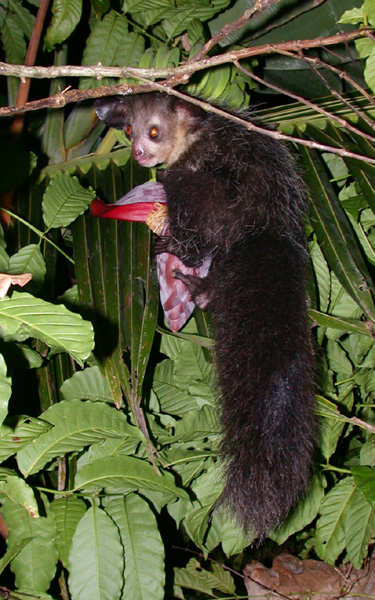
Ksukol ocasatý

Dlátovitými řezáky (nemají ukončený růst a sklovinou mají potaženou pouze přední část, které mu po celý život dorůstají) poté vykouše otvor a dlouhým prstem larvu vytáhne. Ksukol tak ekologicky nahradil datlovité ptáky, kteří na Madagaskaru chybí. Díky dvojitému kloubu na posledním článku prstu jen napomáhají obratnosti a šikovnosti této zvláštní „pinzety“. Tento šikovný prst využije i při vytahování sladké dužiny z kokosového ořechu či bambusových stébel. Pokud najde ptačí vejce, opatrně mu ukousne špičku. Do otvoru poté namáčí nejdelší prostřední prst – rychlým kmitáním a olizováním vyprázdní obsah.

## Potrava
Živí se larvami hmyzu, nektarem, sladkými plody a ptačími vejci.

## Biotop a areál rozšíření
Nalezneme ho v deštných a opadavých lesích na východním pobřeží a v severozápadní části ostrova Madagaskar.

## Stav
V přírodě jeho stav v ostrůvkovitých populacích postupně klesá.
Pouhých 24 zvířat je chováno ve čtyřech zoo (především v USA a na Madagaskaru). K rozmnožování dochází velmi vzácně. První mládě bylo odchováno v Duke Primate Center v 1992 a dostalo jméno „Blue Devil“.
Je ohrožen především kvůli rozsáhlé devastaci biotopu. Na jeho záchranu bylo zřízeno několik rezervací. Speciální rezervace byla vybudována na ostrůvku Nosy Mangabe, kde se ksukol stal cílem intenzivního výzkumu. Není nakonec tolik vzácný, jak se předpokládalo. Dokázal se přizpůsobit i lidské činnosti. Obývá nyní také zemědělské plantáže, háje kokosových palem i okolí domorodých vesnic. Žije skrytě a pozorovat ho ve volné přírodě se rovná téměř malému zázraku. Všechny jeho fotografie jsou velkou vzácností.

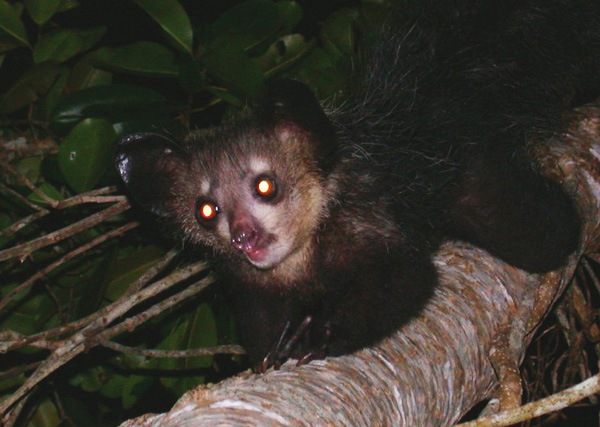
Ksukol ocasatý

## Zajímavosti
Dlouhou dobu ho zoologové neuměli zařadit. Zvítězil názor, že se jedná o prapodivnou madagaskarskou veverku. Domnívali se, že se jedná o hlodavce, nikoliv o primáta. V minulosti byl vzhledem k podobnosti svých zubů s hlodavci řazen mezi hlodavce. Často bývá nazýván „nočním datlem“. Když byl v roce 1957 opět objeven, dostalo se mu konečně správného zařazení – a to mezi lemury.
Mezi domorodci je rozšířena pověra, že pokud na někoho ukáže svým dlouhým hubeným prostředníčkem, tak dotyčný zemře. To je důvodem, proč ho nemilosrdně zabijí, kdykoliv se objeví v blízkosti vesnice. Má nálepku „nositel špatných zpráv“ a „hněv předků“. Tu mu dosud nesejmula ani rozsáhlá kampaň mezinárodních ochranářských institucí či malgašské vlády.
Mnoho lidí se domnívá, že aye-aye je jeho původní domorodé jméno. Malgaši ho ale nazývají ahay. Vysvětlení nalezneme až v roce 1872. Ksukol byl tehdy objeven cestovatelem Sonneratem. Dostal dva exempláře od domorodců, kteří jej přesvědčovali, že zvíře vidí poprvé v životě. Svůj úžas projevovali hlasitým aye-aye.